# Iphiaulax egregius
Iphiaulax egregius är en stekelart som beskrevs av Cameron 1887. Iphiaulax egregius ingår i släktet Iphiaulax och familjen bracksteklar. Inga underarter finns listade i Catalogue of Life.